# Randy Quaid
Randy Quaid (Houston, 1 de octubre de 1950) es un actor estadounidense.

## Carrera
Randy Quaid es uno de los actores secundarios más versátiles de la industria del cine estadounidense. Ha interpretado diferentes personalidades: a tipos duros y marginados; ha hecho comedia y papeles dramáticos; es un actor que no se encasilla en un solo papel y ha trabajado desde sus inicios con los mejores actores y directores de Hollywood. Es el hermano mayor del también actor Dennis Quaid. 
Su debut en el cine fue nada menos que en la aclamada cinta de Peter Bogdanovich The Last Picture Show, haciéndose conocido por el gran público y siendo muy requerido en el cine. Así llegó su gran interpretación de Larry Meadows en El último deber de 1973 junto a Jack Nicholson, papel por el que fue nominado al BAFTA, Globo de Oro y al Óscar a mejor actor de reparto. Ese mismo año hizo Luna de papel, otra película oscarizada con Tatum O'Neal y Ryan O'Neal. En 1976 actuó nuevamente con Jack Nicholson y Marlon Brando en The Missouri Breaks y en 1977 hizo La patrulla de los inmorales. En 1978 participó en otro aclamado y galardonado filme: El expreso de medianoche, de Alan Parker y con guion de Oliver Stone. 
En 1980 trabajó junto a su hermano Denis Quaid, los hermanos Carradine y los hermanos Keach en el wéstern The Long Riders, y luego en 1981 actuó con Jodie Foster en Foxes. En 1983 demostró sus dotes cómicas en la taquillera e hilarante comedia National Lampoon's Vacation, con Chevy Chase, participando en tres películas más de la exitosa saga en 1989, 1997 y 2003 como el terrible primo "Eddie". En 1985 actuó en The Slugger's Wife y en 1986 en The Wraith. 
En 1987 protagonizó la película televisiva sobre la vida del presidente Lyndon B. Johnson LBJ: The Early Years; por este papel ganó el Globo de Oro al mejor actor en una película de TV. En 1988 trabajó en otra comedia, El club de los chalados II (Caddyshack II), con Chevy Chase y Dan Aykroyd. En 1990 hizo Days of Thunder y otra de sus interpretaciones incluye Cold Dog Soup de 1991. En 1992 se puso en la piel del monstruo de Frankestein en Frankenstein y en 1995 rodó Condenada (Last Dance), junto a Sharon Stone, además de otras numerosas películas. En 1996 es recordada su actuación cuando destruye la nave principal extraterrestre en la taquillera Independence Day y terminando el siglo protagoniza La leyenda mágica de los Leprechauns (1999), en el papel de Jack Woods.
En 2002 trabaja junto a Eddie Murphy en la comedia de ciencia ficción The Adventures of Pluto Nash, luego en 2003 actúa en la cinta de suspenso Black Cadillac y en 2004, coprotagoniza junto con Timothy Hutton la miniserie Cinco días para morir. En 2005, coprotagoniza junto con Jonathan Rhys-Meyers, Camryn Manheim, Rose McGowan y Robert Patrick la miniserie Elvis, el comienzo. Quaid participó también en las miniseries Category 6: Day of the Destruction (2004) y Category 7: The End of the World (2005), en el papel de "Tommy Tornado".
En Brokeback Mountain (2005), de Ang Lee, Quaid interpreta al jefe de los protagonistas, un pastor de origen vasco llamado Joe Aguirre. Tras el rodaje, se cuenta que Quaid pleiteó con la productora por cuestiones monetarias, porque la película había sobrepasado la recaudación estimada y él se consideraba mal pagado. 
En 2006 protagoniza La cosecha de hielo, junto a John Cusack, Billy Bob Thornton, entre otros. Encarnó a Carlos IV en Los fantasmas de Goya (2006), de Miloš Forman, y al compulsivo jugador Reuban en Real Time (2008).

## Filmografía

### Cine
| Año  | Título                                                | Personaje                         | Notas                                                                       |
| ---- | ----------------------------------------------------- | --------------------------------- | --------------------------------------------------------------------------- |
| 1971 | The Last Picture Show                                 | Lester Marlow                     |                                                                             |
| 1972 | What's Up, Doc?                                       | Profesor Hosquith                 |                                                                             |
| 1973 | The Last Detail                                       | Meadows                           |                                                                             |
| 1973 | Paper Moon                                            | Leroy                             |                                                                             |
| 1973 | Lolly-Madonna XXX                                     | Finch Feather                     |                                                                             |
| 1974 | The Apprenticeship of Duddy Kravitz                   | Virgil                            |                                                                             |
| 1975 | Breakout                                              | Hawk Hawkins                      |                                                                             |
| 1976 | Bound for Glory                                       | Luther Johnson                    |                                                                             |
| 1976 | The Missouri Breaks                                   | Little Tod                        |                                                                             |
| 1977 | The Choirboys                                         | Dean                              |                                                                             |
| 1978 | Midnight Express                                      | Jimmy Booth                       |                                                                             |
| 1978 | Three Warriors                                        | Ranger Quentin Hammond            |                                                                             |
| 1980 | The Long Riders                                       | Clell Miller                      |                                                                             |
| 1980 | Foxes                                                 | Jay                               |                                                                             |
| 1981 | Heartbeeps                                            | Charlie                           |                                                                             |
| 1983 | National Lampoon's Vacation                           | Cousin Eddie Johnson              |                                                                             |
| 1984 | The Wild Life                                         | Charlie                           |                                                                             |
| 1985 | Fool for Love                                         | Martin                            |                                                                             |
| 1985 | The Slugger's Wife                                    | Moose Granger                     |                                                                             |
| 1986 | The Wraith                                            | Sheriff Loomis                    |                                                                             |
| 1987 | No Man's Land                                         | Vincent Bracey                    |                                                                             |
| 1987 | Sweet Country                                         | Juan                              |                                                                             |
| 1988 | Moving                                                | Frank Crawford / Cornell Crawford |                                                                             |
| 1988 | Caddyshack II                                         | Peter Blunt                       |                                                                             |
| 1989 | National Lampoon's Christmas Vacation                 | Primo Eddie Johnson               |                                                                             |
| 1989 | Bloodhounds of Broadway                               | Feet Samuels                      |                                                                             |
| 1989 | Out Cold                                              | Lester                            |                                                                             |
| 1989 | Parents                                               | Nick                              |                                                                             |
| 1990 | Texasville                                            | Lester Marlow                     |                                                                             |
| 1990 | Quick Change                                          | Loomis                            |                                                                             |
| 1990 | Days of Thunder                                       | Tim Daland                        |                                                                             |
| 1990 | Martians Go Home                                      | Mark Devereaux                    |                                                                             |
| 1990 | Cold Dog Soup                                         | Jack Cloud                        |                                                                             |
| 1991 | Heavy Fuel (Dire Straits)                             | Stagehand                         | Vídeo musical                                                               |
| 1992 | Frankenstein                                          | El Monstruo                       |                                                                             |
| 1993 | Freaked                                               | Elijah                            |                                                                             |
| 1993 | Curse of the Starving Class                           | Taylor                            |                                                                             |
| 1994 | Major League II                                       | Johnny                            | No acreditado                                                               |
| 1994 | The Paper                                             | Michael                           |                                                                             |
| 1995 | Bye Bye Love                                          | Vic Damico                        |                                                                             |
| 1995 | Ed McBain's 87th Precinct: Lightning                  | Detective Steve Carella           |                                                                             |
| 1996 | Last Dance                                            | Sam Burns                         |                                                                             |
| 1996 | Independence Day                                      | Russell Casse                     |                                                                             |
| 1996 | Kingpin                                               | Ishmael                           |                                                                             |
| 1996 | Get on the Bus                                        | Soldado del Estado de Tennessee   | No acreditado                                                               |
| 1997 | Vegas Vacation                                        | Primo Eddie Johnson               |                                                                             |
| 1998 | Hard Rain                                             | Mike Collins                      |                                                                             |
| 1998 | Bug Buster                                            | George Merlin                     |                                                                             |
| 1999 | The Debtors                                           | Desconocido                       |                                                                             |
| 1999 | P.U.N.K.S.                                            | Pat Utley                         |                                                                             |
| 2000 | The Adventures of Rocky and Bullwinkle                | Cappy von Trapment                |                                                                             |
| 2001 | Not Another Teen Movie                                | Sr. Briggs                        |                                                                             |
| 2002 | The Adventures of Pluto Nash                          | Bruno                             |                                                                             |
| 2002 | Frank McKlusky, C.I.                                  | Madman McKlusky                   |                                                                             |
| 2003 | Christmas Vacation 2: Cousin Eddie's Island Adventure | Primo Eddie Johnson               |                                                                             |
| 2003 | Black Cadillac                                        | Charlie                           |                                                                             |
| 2003 | Grind                                                 | Jock Jensen                       |                                                                             |
| 2003 | Carolina                                              | Ted                               |                                                                             |
| 2003 | Kart Racer                                            | Vic Davies                        |                                                                             |
| 2003 | Milwaukee, Minnesota                                  | Jerry James                       |                                                                             |
| 2004 | Home on the Range                                     | Alameda Slim                      | Voz                                                                         |
| 2004 | Category 6: Day of Destruction                        | Tornado Tommy Dixon               |                                                                             |
| 2005 | Brokeback Mountain                                    | Joe                               |                                                                             |
| 2005 | The Ice Harvest                                       | Bill                              |                                                                             |
| 2005 | Category 7: The End of the World                      | Tornado Tommy Dixon               |                                                                             |
| 2006 | Stanley's Dinosaur Round-Up                           | Rockin' Rory                      | Voz                                                                         |
| 2006 | Los fantasmas de Goya                                 | Rey Carlos IV                     |                                                                             |
| 2006 | Treasure Island Kids: The Battle for Treasure Island  | Capitán Flint                     |                                                                             |
| 2008 | Real Time                                             | Reuban                            |                                                                             |
| 2009 | Balls Out: Gary the Tennis Coach                      | Entrenador Lou Tuttle             |                                                                             |
| 2011 | Star Whackers                                         | Él mismo                          | Proyectada en 2011, pero aun no estrenada comercialmente. También productor |
| 2018 | All You Can Eat                                       | Gordon                            |                                                                             |

### Televisión
| Año       | Título                                   | Personaje               | Notas                          |
| --------- | ---------------------------------------- | ----------------------- | ------------------------------ |
| 1980      | To Race the Wind                         | Chet Watson             | Película de televisión         |
| 1980      | Guyana Tragedy                           | Clayton Ritchie         | Película de televisión         |
| 1981      | Of Mice and Men                          | Lenny Small             | Película de televisión         |
| 1982      | Inside the Third Reich                   | Putzi Hanfstaengl       | Película de televisión         |
| 1984      | A Streetcar Named Desire                 | Harold 'Mitch' Mitchell | Película de televisión         |
| 1985–1991 | Saturday Night Live                      | Varios                  | 19 Episodios                   |
| 1987      | LBJ: The Early Years                     | Lyndon Baines Johnson   | Película de televisión         |
| 1988      | Dead Solid Perfect                       | Kenny Lee               | Película de televisión         |
| 1991–1992 | Davis Rules                              | Dwight Davis            | 29 Episodios                   |
| 1993      | The Ren & Stimpy Show                    | Anthony's dad           | Episodio: "A Visit to Anthony" |
| 1994      | Next Door                                | Lenny                   | Película de televisión         |
| 1994      | Roommates                                | Jim Flynn               | Película de televisión         |
| 1996      | Vidas deshechas                          | Allan Hansen            | Película de televisión         |
| 1996      | Moonshine Highway                        | Sheriff Wendell Miller  | Película de televisión         |
| 1996      | The Siege at Ruby Ridge                  | Randy Weaver            | Película de televisión         |
| 1998      | Sands of Eden                            | Lenny                   | Película de televisión         |
| 1998      | Last Rites                               | Jeremy Dillon           | Película de televisión         |
| 1999      | Purgatory                                | Doc Woods / Doc Holiday | Película de televisión         |
| 1999      | The Magical Legend of the Leprechauns    | Jack Woods              | Película de televisión         |
| 2003      | The Brotherhood of Poland, New Hampshire | Jefe Hank Shaw          | 7 Episodios                    |
| 2005      | Elvis                                    | Coronel Tom Parker      | Película de televisión         |

## Premios y distinciones
Premios Óscar
| Año  | Categoría              | Película        | Resultado |
| ---- | ---------------------- | --------------- | --------- |
| 1974 | Mejor actor de reparto | El último deber | Nominado  |

| Año                | Otorga                              | Premio                                                             | Trabajo                  | Resultado |
| ------------------ | ----------------------------------- | ------------------------------------------------------------------ | ------------------------ | --------- |
| BAFTA Award        | Mejor Actor de soporte              | The Last Detail                                                    | Nominado                 |           |
| Golden Globe Award | Mejor Actor de soporte – Película   | The Last Detail                                                    | Nominado                 |           |
| 1984               | Primetime Emmy Award                | Destacado Actor de soporte en una Miniserie o una Película         | A Streetcar Named Desire | Nominado  |
| 1987               | Golden Globe Award                  | Mejor Actor – Miniserie o Película de Televisión                   | LBJ: The Early Years     |           |
| 1987               | Primetime Emmy Award                | Destacado Actor Principal en una Miniserie o una Película          | LBJ: The Early Years     | Nominado  |
| 1989               | Independent Spirit Award            | Mejor Actor Principal Masculino                                    | Parents                  | Nominado  |
| 2005               | Gotham Independent Film Award       | Mejor Conjunto de Reparto                                          | Brokeback Mountain       | Nominado  |
| 2005               | Screen Actors Guild Award           | Destacado Desempeño por un Reparto en una Película                 | Brokeback Mountain       | Nominado  |
| 2005               | Satellite Award                     | Mejor Actor de soporte – Serie, Miniserie o Película de Televisión | Elvis                    |           |
| 2005               | Golden Globe Award                  | Mejor Actor de soporte – Serie, Miniserie o Película de Televisión | Elvis                    | Nominado  |
| 2005               | Primetime Emmy Award                | Destacado Actor de soporte en una Miniserie o una Película         | Elvis                    | Nominado  |
| 2008               | Vancouver Film Critics Circle Award | Mejor Actor de soporte en una Película Canadiense                  | Real Time                |           |
| 2018               | Northeast Film Festival Award       | Mejor Actor de soporte en un Largometraje                          | All You Can Eat          | Nominado  |